# Parapercis roseoviridis
Parapercis roseoviridis és una espècie de peix de la família dels pingüipèdids i de l'ordre dels perciformes.

## Descripció
- Fa 15,9 cm de llargària màxima.[7][8]

## Alimentació
El seu nivell tròfic és de 3,38.

## Hàbitat i distribució geogràfica
És un peix marí, bentònic sobre fons de sorra, demersal (entre 113 i 500 m de fondària) i de clima tropical, el qual viu al Pacífic: és un endemisme de l'atol Johnston i de les illes Hawaii.

## Observacions
És inofensiu per als humans.